# Big Lake (Minnesota)
Big Lake é uma cidade localizada no estado americano de Minnesota, no Condado de Sherburne.

## Demografia
Segundo o censo americano de 2000, a sua população era de 6063 habitantes. 
Em 2006, foi estimada uma população de 9323, um aumento de 3260 (53.8%).

## Geografia
De acordo com o United States Census Bureau tem uma área de 
11,3 km², dos quais 9,3 km² cobertos por terra e 2,0 km² cobertos por água. Big Lake localiza-se a aproximadamente 284 m acima do nível do mar.

## Localidades na vizinhança
O diagrama seguinte representa as localidades num raio de 16 km ao redor de Big Lake. 